# Red Light District Video
Red Light District Video é uma premiada produtora estadunidense de filmes pornográficos fundada em 2001.